# 仙台市立秋保小学校
仙台市立秋保小学校（せんだいしりつ あきうしょうがっこう）は宮城県仙台市太白区秋保町長袋字町にある公立小学校である。太白区西部の旧秋保町地域に位置し、秋保温泉や秋保大滝などの観光資源に恵まれた環境にある。2022年（令和4年）4月の児童数は42人である。

## 学区
- 秋保町境野、秋保町長袋（馬場小学校区を除く）、秋保町馬場字向山、川崎町本砂金地区[2]

## 歴史
長袋小学校は、学制にもとづき1873年（明治6年）に全国で一斉に創設された最初の小学校の一つとして、名取郡長袋村の村社諏訪神社別当院・円行院の祈祷場に開校した。長袋村・境野村・湯元村・馬場村・新川村の五か村を学区とした。学区は非常に広く、馬場村西部と新川村からの通学は困難で、夜間と休日に出張授業をした。当初の教員は4人、児童は男子58人、女子17人で計76人いた。当初は就学率が低く、特に女子で小学校に通う者が少なかった。1900年（明治33年）に就学率90パーセントを超えた。
1876年（明治9年）に、通学の不便をやわらげるため、湯本、境野、馬場、新川に支校を置いた。1879年（明治12年）に西の馬場、東の湯元が独立した小学校になった。1886年（明治19年）に馬場小学校と湯元小学校は長袋尋常小学校の分教場になった。
創設当初は寺子屋の延長のような施設だったが、1882年（明治15年）に新校舎を建築して移転した。校舎のために宮城県から払い下げれさた台原の木材は、村人が総出で運んだという。1889年（明治24年）に増築した。明治時代には校庭が狭く、5、6キロ離れた上ノ原や大原まで出かけて運動会をしていた。校庭が拡張されたのは1922年（大正11年）のことである。
1889年（明治22年）に町村合併で秋保村が発足すると、長袋尋常小学校は秋保尋常小学校に改称した。以後は制度の変更で「尋常小学校」の部分が改められたり、「秋保村立」「仙台市立」などが前についたりするだけでに今に至る。
第2次世界大戦の空襲が激しくなると、1944年（昭和19年）に東京市浅草区の清島小学校（現在の台東区立上野小学校）、松葉小学校、正徳小学校から児童約千人が秋保に疎開してきた。1945年9月には児童数が1300人（32学級）となった。東京大空襲の難を避けた子供たちは、戦争が終わると帰っていき、秋保はもとの小規模校に戻った。
戦後、1947年（昭和22年）に新制の中学校が義務教育で置かれると、秋保中学校が小学校に間借りして開校した。講堂を仕切ったり職員室を教室にしたりして当座をしのぎ、翌年に新築移転した。
1951年（昭和26年）に馬場小学校と湯元小学校がふたたび独立した小学校になった。
長らく増改築を重ねてきた木造校舎は、1966年（昭和41年）に鉄筋コンクリートで建て直された。

### 年表
- 1873年（明治6年）7月 - 第三中学校区第四十三番長袋小学校として開校。[9]。
- 1876年（明治9年）10月 - 温故小学校に改称、境野・湯元・馬場・新川に支校を置く[9]。
- 1879年（明治12年） 馬場小学校、湯元小学校が分離。新川支校は馬場小学校の支校となる。境野支校廃止[4]。
- 1880年（明治13年）8月 - 長袋小学校に改称[9]。
- 1882年（明治15年）12月 - 現在地に校舎を新築[9]。
- 1886年（明治19年） - 長袋尋常小学校に改称。馬場・湯元小学校、野尻・新川支校は分教場となる[4]。
- 1889年（明治22年）4月 - 市町村制施行により五か村が合併、秋保村成立に伴い秋保尋常小学校に改称[9]。
- 1891年（明治24年） - 増築。
- 1899年（明治32年）8月 - 高等科を併設。秋保高等尋常小学校と改称[13]。
- 1922年（大正11年） - 校庭拡張[14]。
- 1941年（昭和16年）4月 - 国民学校令施行により秋保国民学校に改称[13]。
- 1947年（昭和22年）4月 - 秋保村立秋保小学校と改称[12]。
- 1947年（昭和22年）6月 - 校歌制定[12]。
- 1951年（昭和26年）4月 - 馬場小学校、湯元小学校両校が独立[12]。
- 1958年（昭和33年）2月 - 北側校舎を増築[12]。
- 1966年（昭和41年）3月 - 鉄筋コンクリート校舎を新築[12]。
- 1967年（昭和42年）4月 - 町制施行により秋保町立秋保小学校に改称[12]。
- 1968年（昭和43年）4月 - 特殊学級を設置[12]。
- 1970年（昭和45年）3月 - 白沢分校を閉校[12]。
- 1971年（昭和46年年）4月 - 秋保幼稚園を併設。
- 1982年（昭和57年）9月 - 校旗制定。
- 1988年（昭和63年）3月 - 仙台市編入により仙台市立秋保小学校に改称。
- 1989年（平成元年）4月 - 白沢地区の児童を上愛子小学校へ学区替えする。
- 2012年（平成24年）4月 - 川崎町立本砂金小学校の閉校に伴い、川崎町本砂金地区の児童を秋保小学校が受け入れ。

## 卒業後の進路
- 秋保中学校へ進学する。